# Jacob Grundels hus

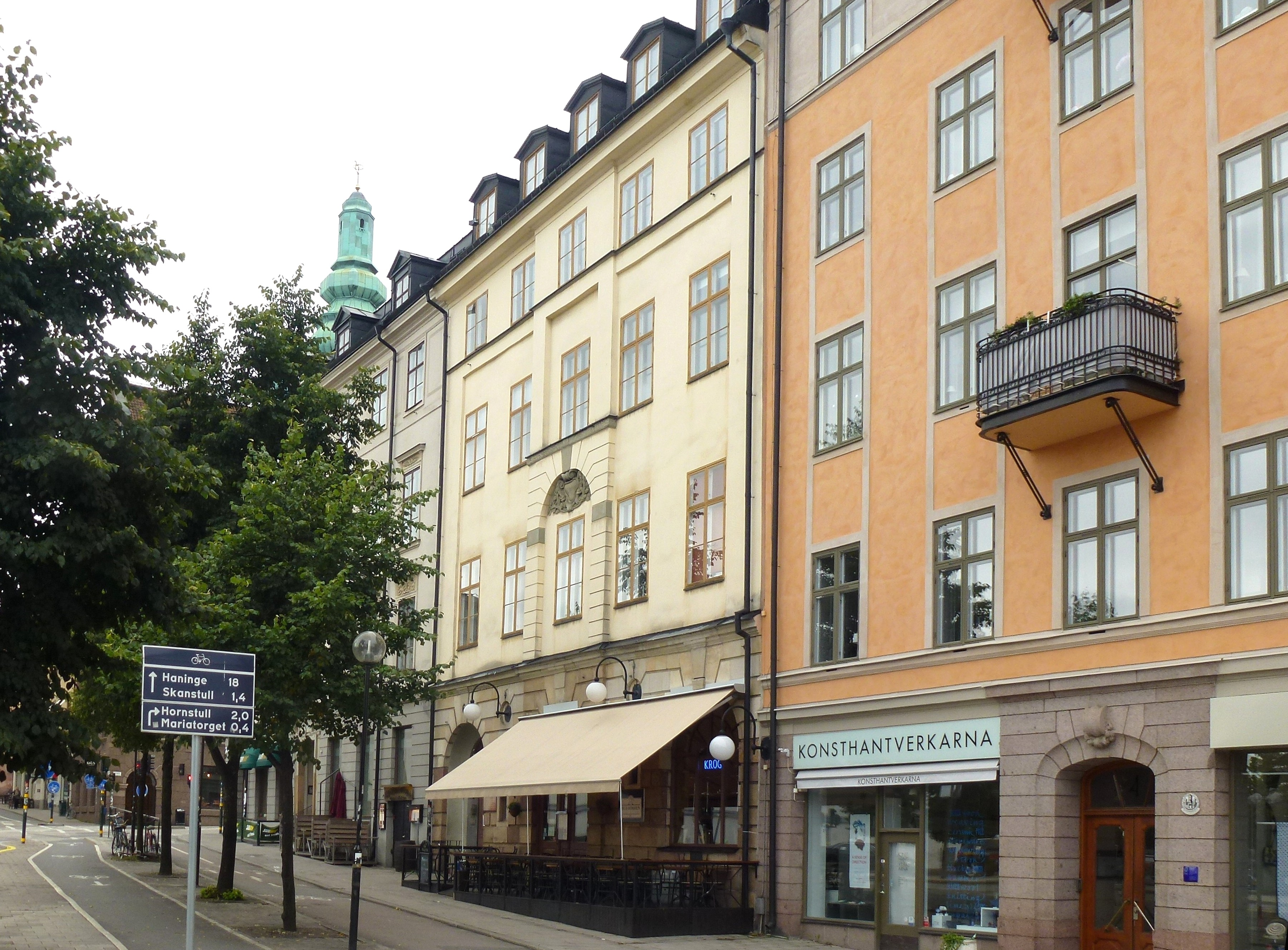
Jacob Grundels hus, i bild till höger ansluter Johan Skyttes hus.

Jacob Grundels hus ligger i kvarteret Överkikaren vid  Södermalmstorg 6 på Södermalm i Stockholm. Byggnaden påbörjades på 1640-talet för borgmästaren Jacob Grundel d.ä. och fullbordades 1669 efter ritningar av arkitekt Johan Tobias Albinus. Fastigheten är q-märkt. 

## Historik

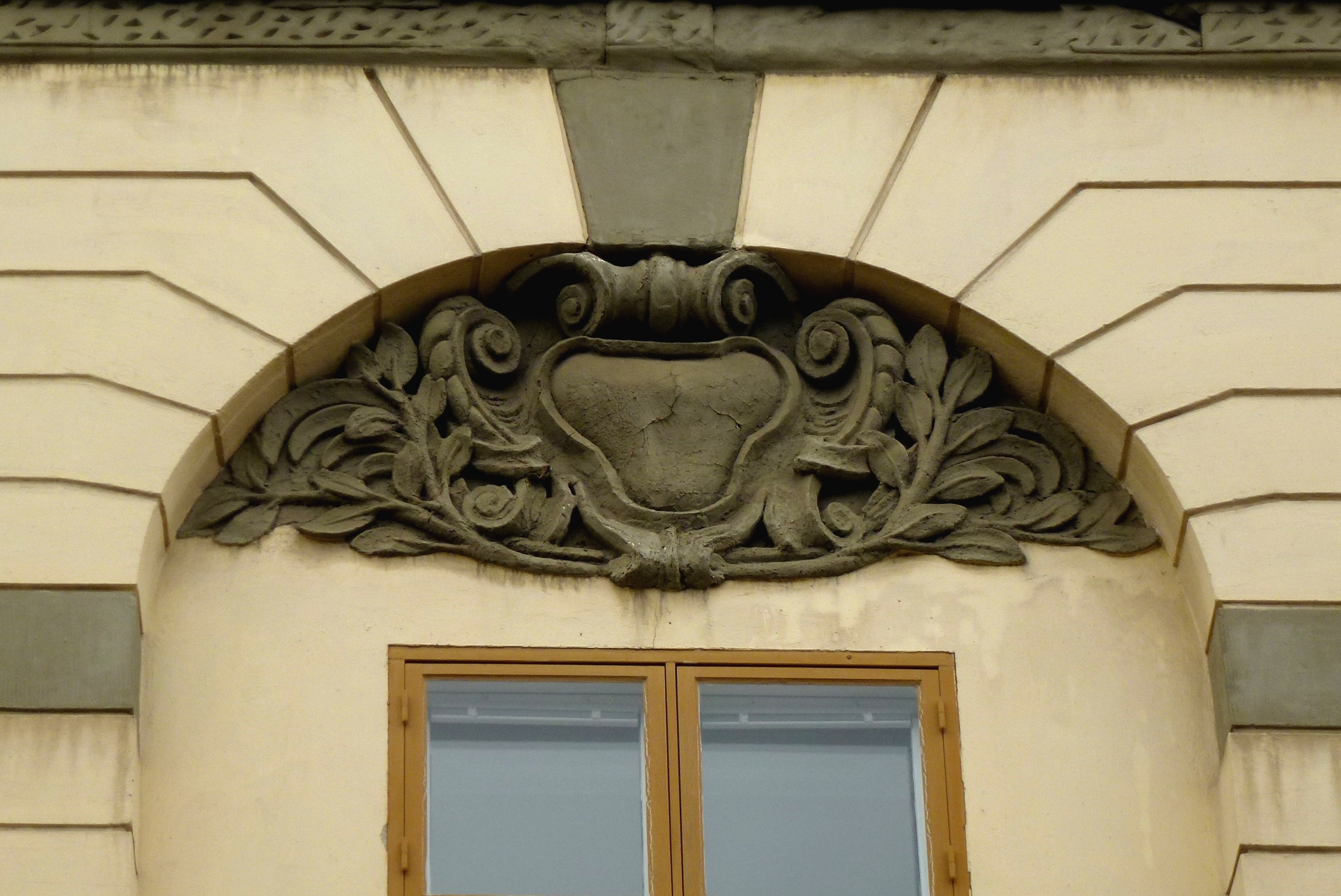
Fasaddetalj.

Husen i fonden av Södermalmstorg uppfördes i samband med Södermalms stadsplanering som började 1641 (se även Stormaktstidens första stadsplan). Då planlades Malmtorget (nuvarande Södermalmstorg) regelbundna form och härifrån drogs två gatusträckningar i rät vinkel till varann: Hornsgatan mot väst och Götgatan mot syd. Dessa skulle bli stommen i stadsplanen för Södermalm.
Jacob Grundel d.ä., borgmästare i Stockholm från och med 1636, hade erhållit denna tomt som ersättning för en tidigare, på grund av gaturegleringen förlorad tomt. Huset hör till de äldsta bevarade stenhusen på Södermalm och började byggas på 1640-talet. 
Efter Grundels död 1667 köpte affärsmannen Henrik Tun (senare adlad Rosenström) det påbörjade huset. Genom honom fick huset 1669 sitt nuvarande utseende. Då utfördes en påbyggnad med en våning efter ritningar av arkitekt Johan Tobias Albinus. 1910 genomfördes ombyggnader och restaureringar med Ernst Stenhammar som arkitekt. Det lilla palatset har bevarat ett entréparti av sandsten med arkadmotiv i två våningar samt en stor, svängd trappa som härrör från husets ursprungstid.